# Parque Ecológico de Águas Claras
O Parque Ecológico de Águas Claras é um parque e uma área de proteção ambiental brasileira localizada no oeste do Distrito Federal, na região administrativa de Águas Claras, ao lado da Residência Oficial de Águas Claras, que é a residência oficial do Governador do Distrito Federal.

## Atrações
O parque é cortado pelo córrego Águas Claras, que dá nome à região administrativa.
O parque é sede do Grupo Escoteiro Ave Branca (GEAB).